# Lijst van afleveringen van Breaking Bad

Het logo van Breaking Bad

Dit is een lijst met afleveringen van de Amerikaanse televisieserie Breaking Bad. De serie telt vijf seizoenen. Het vijfde, tevens laatste, seizoen is opgesplitst in twee delen. Een overzicht van alle afleveringen is hieronder te vinden. Tussen seizoen 1 en 2 werden er ook enkele webisodes op het internet geplaatst. Sommige gebeurtenissen in deze korte afleveringen vinden plaats voor seizoen 1, de overigen horen thuis tussen seizoen 1 en 2. De serie wordt uitgezonden op Netflix.

## Overzicht
| Seizoen | Aantal afleveringen | Uitgezonden                      | Uitgezonden                     | Uitgezonden                          |  |
| ------- | ------------------- | -------------------------------- | ------------------------------- | ------------------------------------ |  |
| 1       | 7                   | 20 januari 2008 – 9 maart 2008   | 2 januari 2012 – 7 januari 2012 | 23 mei 2012 – 18 juli 2012           |  |
| 2       | 13                  | 8 maart 2009 – 31 mei 2009       | 8 januari 2012 – 15 april 2012  | 15 oktober 2012 – 21 januari 2013    |  |
| 3       | 13                  | 21 maart 2010 – 13 juni 2010     | 3 februari 2013 – 28 april 2013 | 28 januari 2013 – 22 april 2013      |  |
| 4       | 13                  | 17 juli 2011 – 9 oktober 2011    | 5 mei 2013 – 11 augustus 2013   | 23 september 2013 – 16 december 2013 |  |
| 5       | 16                  | 15 juli 2012 – 29 september 2013 | 10 november 2013 – 11 mei 2014  | 17 februari 2014 – 20 oktober 2014   |  |

## Seizoen 1 (2008)
| Nr. | Aflevering | Titel                         | Regisseur      | Schrijver      | Uitzenddatum     | Uitzenddatum   | Uitzenddatum |  |
| --- | ---------- | ----------------------------- | -------------- | -------------- | ---------------- | -------------- | ------------ |  |
| 1 | 1          | Pilot                         | Vince Gilligan | Vince Gilligan | 20 januari 2008  | 2 januari 2012 | 23 mei 2012  |  |
| Walter White, een vijftigjarige leraar scheikunde, begint in het geheim met het maken van crystal meth om zijn familie te ondersteunen nadat hij te horen heeft gekregen dat hij terminale longkanker heeft. Hij werkt samen met Jesse Pinkman, een meth-dealer die een oud-student van hem is. Jesse probeert de meth die ze gemaakt hebben te verkopen aan kennissen van hem, maar de dealers gijzelen hem en dwingen hem hen naar zijn lab te brengen, dat zich in een oude mobilhome bevindt. Walter beseft dat de dealers van plan zijn hen te doden, dus vergiftigt hij hen terwijl hij doet alsof hij zijn recept met hen deelt. |            |                               |                |                |                  |                |              |  |
| 2 | 2          | Cat's in the Bag...           | Adam Bernstein | Vince Gilligan | 27 januari 2008  | 3 januari 2012 | 30 mei 2012  |  |
| Walt en Jesse proberen zich te ontdoen van de twee lichamen in de mobilhome, wat plots ingewikkeld wordt wanneer een van hen, Krazy-8, bijkomt. Ze nemen hem uiteindelijk gevangen in Jesse's kelder. Ondertussen wordt Walt's vrouw Skyler steeds meer argwanend tegenover Walt's recente gedrag. Skyler en Walt vernemen dat hun ongeboren kind een meisje is. Jesse houdt zich bezig met het verwijderen van het lichaam van de dode dealer, Emilio. Volgens Walt's instructies gebruikt hij waterstoffluoride, maar negeert Walt's waarschuwing om een plastic bak te gebruiken en vernietigt zo zijn eigen badkuip. |            |                               |                |                |                  |                |              |  |
| 3 | 3          | ...And the Bag's in the River | Adam Bernstein | Vince Gilligan | 10 februari 2008 | 4 januari 2012 | 6 juni 2012  |  |
| Walt kan niet beslissen om Krazy-8 al dan niet te vermoorden. Ondertussen gelooft Marie dat Walter Jr. marihuana rookt en vraagt haar man Hank om hem te laten schrikken met de gevolgen van druggebruik. Walt brengt Krazy-8 iets om te eten, maar valt flauw na een hoestbui wanneer hij van de keldertrap afdaalt. Wanneer hij bijkomt zegt hij tegen Krazy-8 dat hij longkanker heeft en ze beginnen te praten over onverwachte dingen die ze gemeen blijken te hebben. Uiteindelijk besluit Walt om Krazy-8 vrij te laten, maar wanneer hij de scherven van een gebroken bord opruimt merkt hij dat er een scherf ontbreekt. Hij realiseert zich dat Krazy-8 de scherf heeft achtergehouden om als wapen te gebruiken. Terwijl Walt veinst Krazy-8 vrij te laten, confronteert hij Krazy-8 met zijn ontdekking waarop hij wordt aangevallen. Hierop wurgt Walt Krazy-8 uit zelfverdediging. |            |                               |                |                |                  |                |              |  |
| 4 | 4          | Cancer Man                    | Jim McKay      | Vince Gilligan | 17 februari 2008 | 5 januari 2012 | 20 juni 2012 |  |
| Hank gaat op zoek naar de nieuwe drugsbaron in de stad, niet wetende dat hij eigenlijk zijn schoonbroer zoekt. Walt onthult op een familiebarbecue dat hij longkanker heeft. Jesse gaat tijdelijk bij zijn ouders wonen, waar hij ontdekt dat zijn jongere broertje, die enorm succesvol is in sport en muziek, marihuana rookt. Jesse neemt de schuld op zich wanneer de huishoudster een joint ontdekt, waarop zijn ouders hem dwingen het ouderlijke huis te verlaten. Met de hulp van Marie kunnen Walt en Skyler terecht bij een van de beste oncologen van het land, waarna Skyler probeert om de financiën voor Walt's behandeling rond te krijgen. Jesse brengt Walt zijn deel van de winst nadat hij hun partij meth heeft verkocht, die bijzonder goed in de markt blijkt te liggen.                                                                                                   |            |                               |                |                |                  |                |              |  |
| 5 | 5          | Gray Matter                   | Tricia Brock   | Patty Lin      | 24 februari 2008 | 6 januari 2012 | 4 juli 2012  |  |
| Walt weigert een aanbod van Elliott, een oude vriend, om hem financieel te helpen. Jesse probeert om op zichzelf meth te koken, maar kan de kwaliteit van Walt's product niet evenaren. Walter Jr. wordt betrapt terwijl hij bier probeert te kopen. Walt's familie probeert hem te overhalen om chemotherapie te ondergaan, wat hij eerst weigert, maar nadien zwicht hij toch. Ondanks dat hij financiering aangeboden krijgt van Gretchen, de vrouw van Elliott, keert Walt terug naar het huis van Jesse en stelt voor om hun samenwerking te hervatten. |            |                               |                |                |                  |                |              |  |
| 6 | 6          | Crazy Handful of Nothin'      | Bronwen Hughes | George Mastras | 2 maart 2008     | 7 januari 2012 | 11 juli 2012 |  |
| Walt en Jesse komen tot een akkoord: Walt zal de meth koken en Jesse zal de meth verkopen. Jesse ontdekt Walt's bedoeling om weer met hem samen te werken. Ondertussen brengt Hank de herstelde respirator terug naar het scheikundelabo van de middelbare school en gaat verder op onderzoek. Nadat hij ontdekt dat zijn haar begint uit te vallen, scheert Walt zijn hoofd kaal. Wanneer de eerste partij meth slechts 2.600 dollar oplevert, eist Walt dat Jesse een andere distributeur vindt om zijn medische kosten te kunnen financieren. Jesse komt in contact met Tuco, een drugsdealer die de plaats van Krazy-8 heeft overgenomen. Wanneer Jesse een deal probeert te sluiten wordt hij in elkaar geslagen door Tuco, die de meth van hem steelt. Walt keert terug en veroorzaakt een explosie in Tuco's schuilplaats. Hierop besluit Tuco een deal te sluiten met Walt.              |            |                               |                |                |                  |                |              |  |
| 7 | 7          | A No-Rough-Stuff-Type Deal    | Tim Hunter     | Peter Gould    | 9 maart 2008     | 7 januari 2012 | 18 juli 2012 |  |
| Walt en Jesse komen in moeilijkheden tijdens de productie van de grote hoeveelheid meth die ze beloofd hebben aan Tuco. Skyler confronteert Marie met haar winkeldiefstal wanneer ze bijna werd aangehouden bij de juwelenwinkel waar ze de dure babytiara die ze van Marie kreeg wou terugbrengen. Walt en Jesse gebruiken thermiet om in te breken in een magazijn, waar ze een groot vat methylamine stelen. Ze hebben de methylamine nodig voor een nieuw recept zodat ze meer meth kunnen produceren in een kortere tijd, zonder dat ze een grote hoeveelheid pseudo-efedrine moeten aanschaffen. Ze leveren de beloofde hoeveelheid meth aan Tuco. Tijdens de transactie maakt een van de medewerkers van Tuco een schijnbaar onschuldige opmerking, waardoor Tuco de man genadeloos in elkaar begint te slaan.                                                                            |            |                               |                |                |                  |                |              |  |

## Seizoen 2 (2009)
| Nr. | Aflevering | Titel              | Regisseur         | Schrijver(s)                | Uitzenddatum  | Uitzenddatum     | Uitzenddatum     |  |
| --- | ---------- | ------------------ | ----------------- | --------------------------- | ------------- | ---------------- | ---------------- |  |
| 8 | 1          | Seven Thirty-Seven | Bryan Cranston    | J. Roberts                  | 8 maart 2009  | 8 januari 2012   | 15 oktober 2012  |  |
| Na hun deal met Tuco te hebben voltooid op het autokerkhof, beseffen Walt en Jesse hoe losgeslagen en gewelddadig hij kan worden nadat Tuco een van zijn handlangers heeft doodgeslagen. De dagen nadien zijn zowel Walt als Jesse op hun hoede als blijkt dat ze gevolgd worden door een zwarte SUV. Jesse's oplossing is om Tuco neer te schieten voordat die de kans krijgt hen te doden, maar Walt heeft een meer clandestien plan waarbij hij gebruik wil maken van ricine. Ze geraken in paniek wanneer ze denken dat Tuco zijn eigen medewerker, die getuige was van de doodslag, ook heeft vermoord. Hank bekijkt opnieuw de beelden van de inbraak in het magazijn, zonder te beseffen dat het Walt en Jesse zijn. Skyler vertelt Hank over de diefstal die Marie heeft gepleegd, waarop Hank tegen haar zegt dat Marie in therapie is voor kleptomanie. Tuco ontvoert Jesse en Walt. |            |                    |                   |                             |               |                  |                  |  |
| 9 | 2          | Grilled            | Charles Haid      | George Mastras              | 15 maart 2009 | 15 januari 2012  | 22 oktober 2012  |  |
| Na te zijn ontvoerd door de krankzinnige Tuco, worden Walt en Jesse door hem gevangen gehouden in een klein huisje midden in de woestijn waar Tuco zich vaker verbergt. Hier zorgt Tuco voor zijn zieke oom, die ooit een drugsbaron was maar na een beroerte arbeidsongeschikt is geworden. Zijn oom kan enkel communiceren door middel van een bel die op zijn rolstoel is bevestigd. Walt's schoonbroer Hank heeft met de DEA Tuco's hele organisatie opgerold, waardoor Tuco denkt dat een van zijn medewerkers hem verlinkt heeft. Walt probeert tevergeefs om Tuco het vergif dat hij had klaargemaakt toe te dienen. Hank neemt ondertussen de tijd om op zoek te gaan naar de vermiste Walt. Skyler is doodongerust en verspreidt met de hulp van Walter Jr. en Marie pamfletten met Walt's foto op. Hank herinnert zich dat Jesse Pinkman Walt's marihuanaleverancier was en probeert hem op te sporen. Met behulp van zijn bel om te communiceren, waarschuwt Tuco's oom hem dat zijn gevangenen iets van plan zijn. Tuco brengt Walt en Jesse naar buiten en wil hen doden. Ze slagen erin Tuco te verwonden en te ontsnappen. Dan verschijnt Hank die op zoek is naar Jesse, en vindt de gewonde Tuco. Een kort vuurgevecht ontstaat waarbij Hank Tuco weet dood te schieten. |            |                    |                   |                             |               |                  |                  |  |
| 10 | 3          | Bit by a Dead Bee  | Terry McDonough   | Peter Gould                 | 22 maart 2009 | 22 januari 2012  | 29 oktober 2012  |  |
| Na te zijn ontsnapt moeten Walt en Jesse thuis zien te geraken en uitleggen waar ze al die tijd geweest zijn. Walt heeft een plan en ze gaan uit elkaar. Hij gaat naar een supermarkt waar hij zich volledig ontkleed en zich verward voordoet. Walt wordt opgenomen in het ziekenhuis en beweert zich niets te herinneren van de voorbije dagen. Jesse komt terug bij hem thuis en begint de kelder op te ruimen en zich te ontdoen van zijn mobilhome met de hulp van Badger en diens neef die de mobilhome wegtakelt. Wanneer de DEA hem vindt beweert hij het hele weekend in een flat te hebben gezeten met een prostituee. De politie gelooft hem niet en denkt een manier gevonden te hebben om hem te doen bekennen: ze halen Tuco's oom erbij om Jesse te identificeren, maar die weigert mee te werken met de autoriteiten. Walt moet enkele onderzoeken ondergaan om aan te tonen dat hij niet gek is. Tegen de psychiater zegt hij dat hij het hele weekend op stap is geweest om even weg te zijn van thuis, waarna de psychiater verklaart dat Walt naar huis mag. |            |                    |                   |                             |               |                  |                  |  |
| 11 | 4          | Down               | John Dahl         | Sam Catlin                  | 29 maart 2009 | 5 februari 2012  | 5 november 2012  |  |
| Walt en Jesse hun plan lijkt te zijn geslaagd. Jesse's geld is in beslag genomen door de politie en Walt kan het huis niet verlaten om meth te gaan koken zonder dat Skyler zich afvraagt waar hij zit. Jesse's ouders hebben genoeg van hem en zijn druggebruik, en laten hem uit zijn huis zetten, dat eigendom blijkt te zijn van zijn ouders en niet van Jesse zelf. Jesse kan geen plek vinden om te overnachten en kan ook niet bij vrienden terecht. Hij gaat naar de staanplaats waar zijn mobilhome staat en brengt er de nacht in door. De dag nadien wordt hij ontdekt door Badger's neef die hij nog geld moet. Hij wordt buitengezet maar breekt terug in en gaat ervandoor met de mobilhome. Walt's overdreven correcte gedrag zorgt ervoor dat Skyler er hele dagen op uit gaat zonder te zeggen waarnaartoe. Ze is Walt's gedrag meer dan zat en wil weten wat er aan de hand is. Jesse komt met de mobilhome aan bij Walt thuis. |            |                    |                   |                             |               |                  |                  |  |
| 12 | 5          | Breakage           | Johan Renck       | Moira Walley-Beckett        | 5 april 2009  | 12 februari 2012 | 12 november 2012 |  |
| Walt gaat verder met zijn behandeling en begint zich stilaan beter te voelen, maar hij maakt zich zorgen over het stijgende aantal rekeningen. Jesse begint zijn leven weer op de rails te zetten. Hij lost zijn schulden af en vindt een nieuwe plek om te wonen. Hij geraakt geïnteresseerd in zijn nieuwe buurvrouw en huisbazin Jane Margolis. Walt en Jesse spreken al snel weer af in de mobilhome om meth te koken. Jesse is niet enthousiast over Walt's plan om de meth op straat te gaan verkopen en hij stelt voor dat hij en Walt de rol van Tuco overnemen als distributeur. Hank en de DEA hebben de naam Heisenberg ontdekt. Ze zijn niet zeker of het een echte naam is of een fabeltje. Hank krijgt promotie en wordt benoemd tot leider van een drugseenheid die over drie staten zal opereren, maar Hank blijkt zelf ook gezondheidsproblemen te hebben. Skinny Pete, een van Jesse's dealers, wordt van zijn meth beroofd door een drugsverslaafd koppel. Walt zegt tegen Jesse dat als hij dit onbestraft laat het snel de ronde zal doen dat Jesse en zijn mannen een gemakkelijk doelwit zijn. |            |                    |                   |                             |               |                  |                  |  |
| 13 | 6          | Peekaboo           | Peter Medak       | J. Roberts & Vince Gilligan | 12 april 2009 | 19 februari 2012 | 19 november 2012 |  |
| Jesse besluit om het koppel dat Skinny Pete heeft beroofd op te zoeken om de meth en het geld terug te eisen. Hij beseft al snel dat hij niet zo een effectieve onderhandelaar is. Walt gaat weer aan het werk, maar niet alles loopt op rolletjes. Walt's verhaal begint zich te ontrafelen wanneer Skyler een telefoontje krijgt van Gretchen Schwartz en haar bedankt voor het betalen van Walt's behandeling. Gretchen vertelt de waarheid niet aan Skyler. Walt's verbitterdheid over zijn vroegere persoonlijke en zakelijke relatie met Gretchen komt tot uiting. Hierbij verzint hij een verhaal en zegt tegen Skyler dat Gretchen en Elliott niet langer Walt's behandeling kunnen betalen omdat ze failliet zijn. Jesse is ondertussen overmeesterd en gegijzeld door het drugsverslaafde koppel. De vrouw doodt haar man Spooge door een gestolen pinautomaat die hij probeert open te krijgen op diens hoofd te doen kantelen nadat Spooge haar herhaaldelijk beledigde. Jesse neemt de meth en het geld uit de automaat terug, belt de hulpdiensten en vlucht uit het huis. |            |                    |                   |                             |               |                  |                  |  |
| 14 | 7          | Negro Y Azul       | Felix Alcala      | John Shiban                 | 19 april 2009 | 26 februari 2012 | 26 november 2012 |  |
| Walt heeft moeite om in contact te komen met Jesse, die Walt ontwijkt na de dood van Spooge. Jesse verstrekt ook geen meth aan zijn dealers, dus regelt Walt de levering. Hij verneemt dat het verhaal de ronde doet dat Jesse Spooge heeft gedood en dat als gevolg van zijn nieuwe reputatie als koelbloedige moordenaar de dealers geen enkel probleem hebben met het ontvangen van de betalingen. Walt beslist dat de tijd is gekomen om hun grondgebied uit te breiden en om Jesse's nieuwe reputatie goed te benutten. Skyler besluit om een baan te zoeken om zo de rekeningen te kunnen betalen en gaat terug naar haar oude werkgever. Hank begint met zijn nieuwe baan bij de speciale drugseenheid. Hij heeft tegen Marie verteld dat het voornamelijk een kantoorbaan is, maar in werkelijkheid moet hij vooral in het veld werken en Hank ontdekt al snel hoe gevaarlijk dit kan zijn. |            |                    |                   |                             |               |                  |                  |  |
| 15 | 8          | Better Call Saul   | Terry McDonough   | Peter Gould                 | 26 april 2009 | 4 maart 2012     | 3 december 2012  |  |
| Walt en Jesse komen opnieuw in de problemen wanneer een van hun dealers, Jesse's vriend Badger, wordt opgepakt door de politie. Uiteindelijk huren ze de gehaaide advocaat Saul Goodman in, die een unieke manier heeft om ervoor te zorgen dat Badger er met een lichte straf vanaf komt zonder dat Walt en Jesse's identiteit ontdekt wordt. Walt ontdekt echter dat dit een zeer hoge prijs heeft. Jesse begint een relatie met Jane, en ontdekt dat ze aan het afkicken is en al achttien maanden clean is. Na de bomaanslag in Juárez keert Hank terug naar zijn oude baan bij de DEA. Hij lijdt aan een posttraumatische stressstoornis. Walt besluit om Hank te bezoeken en hem op te vrolijken om verder te kunnen gaan. Door middel van een privé-detective weet Saul Walt op te sporen en zoekt hem op op school. Saul biedt Walt zijn diensten aan in ruil voor een deel van de opbrengst. |            |                    |                   |                             |               |                  |                  |  |
| 16 | 9          | 4 Days Out         | Michelle MacLaren | Sam Catlin                  | 3 mei 2009    | 11 maart 2012    | 10 december 2012 |  |
| Walt is ervan overtuigd dat zijn medische toestand verslechtert. Hij blijft last hebben van hoestbuien en hoest geregeld bloed op. Nadat zijn advocaat/adviseur Saul de slechte cijfers voorlegt aan Walt, beseft Walt dat er niet veel geld overblijft voor zijn gezin. Met een smoes waarbij hij aan Skyler zegt dat hij zijn moeder gaat bezoeken, trekken Walt en Jesse de woestijn in om een verlengd weekend meth te koken. Jesse zorgt onbedoeld voor problemen door de sleutel van de mobilhome in het contact te laten zitten, waardoor de batterij het begeeft. Ze zitten vast in het midden van de woestijn, zonder voedsel en water, dat Jesse gebruikte om de generator die in brand vloog te blussen. Walt's chemiekennis zorgt ervoor dat ze een oplossing vinden. |            |                    |                   |                             |               |                  |                  |  |
| 17 | 10         | Over               | Phil Abraham      | Moira Walley-Beckett        | 10 mei 2009   | 18 maart 2012    | 17 december 2012 |  |
| Ondanks het goede nieuws over zijn gezondheidstoestand voelt Walt zich niet lekker en is ongelukkig, op het randje van woede. Skyler besluit een feestje te geven om het goede nieuws te vieren en hun vrienden te bedanken. Walt wordt dronken en krijgt een woordenwisseling met Hank over het feit dat Walt zijn zoon alcohol laat drinken. Walt is beschaamd over zijn gedrag en probeert alles weer goed te maken, wat een uitdaging blijkt te zijn. Hij probeert zijn energie te kanaliseren, maar realiseert zich uiteindelijk wat het probleem is. Walt vertelt het goede nieuws ook aan Jesse en zegt dat hij na het verkopen van de meth klaar is met hun onderneming. Jesse's relatie met Jane groeit verder, maar hij wordt opzijgeschoven wanneer Jane's vader op bezoek komt en zij hem slechts voorstelt als de nieuwe huurder. De daaruit voortvloeiende confrontatie verduidelijkt hun relatie. |            |                    |                   |                             |               |                  |                  |  |
| 18 | 11         | Mandala            | Adam Bernstein    | George Mastras              | 17 mei 2009   | 1 april 2012     | 7 januari 2013   |  |
| Nadat Combo, een van Jesse's dealers wordt vermoord door een rivaliserende bende, stelt Saul een nieuwe distributiemethode voor om Walt en Jesse hun drugs van de hand te doen. Jesse bekent aan Jane dat hij drugs dealt. Saul brengt Walt in contact met een methdistributeur genaamd Gustavo Fring, die er uiteindelijk mee instemt om de meth te kopen. Gus is echter bezorgd over het druggebruik van Jesse, dat ondertussen geëscaleerd is tot het gebruiken van heroïne door de terugval van Jane. Skyler komt erachter dat haar baas Ted geld steelt van het bedrijf. Door hun vroegere relatie besluit ze om dit niet te melden. Walt krijgt bericht dat Gus de meth wil overkopen op een afgesproken plaats binnen het uur. Wanneer Walt de meth bij Jesse wil ophalen, moet hij inbreken aangezien Jesse stoned in bed ligt. Op dat moment krijgt Walt bericht dat Skyler op het punt staat te bevallen. |            |                    |                   |                             |               |                  |                  |  |
| 19 | 12         | Phoenix            | Colin Bucksey     | John Shiban                 | 24 mei 2009   | 8 april 2012     | 14 januari 2013  |  |
| Walt kan de meth op tijd leveren, maar mist hierdoor de geboorte van zijn dochter Holly. Jesse vraagt aan Walt zijn deel van het geld, maar Walt weigert te betalen totdat Jesse kan bewijzen dat hij clean is. Jesse en Jane's verslaving wordt ontdekt door Jane's vader Donald. Die stemt ermee in om Jane een dag de tijd te geven zodat ze enkele zaken kan regelen voor ze terug naar het afkickcentrum zal gaan. In een poging om de kosten van Walt's nakende operatie te minimaliseren, start Walter Jr. een website op om donaties te verzamelen. Het wordt al snel gebruikt door Saul als manier om Walt's winst door te sturen zonder dat het verdacht wordt. Nadat ze ontdekt dat Jesse nog geld moet, chanteert Jane Walt om het geld die avond nog te brengen. Na de deal gaat Walt naar een bar en ontmoet Jane's vader. Na een gesprek met Donald keert Walt terug naar Jesse om het goed te maken en om hem van zijn verslaving af te helpen. Hij vindt Jesse en Jane in een roes in hun bed. Walt probeert Jesse wakker te schudden, waardoor Jane op haar rug rolt. Ze begint te braken waardoor ze begint te stikken. Walt wil eerst helpen, maar blijft dan staan en kijkt in schok toe hoe Jane sterft.                                                            |            |                    |                   |                             |               |                  |                  |  |
| 20 | 13         | ABQ                | Adam Bernstein    | Vince Gilligan              | 31 mei 2009   | 15 april 2012    | 21 januari 2013  |  |
| Jesse ontwaakt en ontdekt dat Jane dood is. Hij belt naar Walt, die op zijn beurt Saul verwittigt. Saul stuurt zijn mannetje Mike Ehrmantraut naar Jesse om diens betrokkenheid met Jane's dood tot het minimum te beperken. Denkende dat Jane's dood zijn schuld is, wordt Jesse depressief en slaat op de vlucht. Nadat hij hem vindt in een drugshol brengt Walt Jesse naar het afkickcentrum. Walt's fondsen worden verder doorgesluisd naar de website van zijn zoon. Via een kennis van Marie bereikt dit nieuws de media, waardoor Walt overvallen wordt door schuldgevoel. Walt's geheimzinnige gedrag van de laatste tijd komt weer tot uiting wanneer hij onder invloed van de anesthesie vlak voor zijn operatie zijn tweede mobiele telefoon vermeldt. Dit zorgt ervoor dat Skyler dieper op onderzoek uitgaat, waardoor ze veel leugens van Walt blootlegt. Hierdoor besluit ze Walt te verlaten. Jane's vader blijkt een luchtverkeersleider te zijn. Radeloos en afgeleid door de dood van zijn dochter maakt Donald een fout, waardoor er twee vliegtuigen tot botsing komen wanneer ze de landing willen inzetten. Hierdoor vallen er menselijke en stoffelijke resten over Walt's huis en over de rest van Albuquerque.                                                 |            |                    |                   |                             |               |                  |                  |  |

## Seizoen 3 (2010)
| Nr. | Aflevering | Titel              | Regisseur         | Schrijver(s)                      | Uitzenddatum  | Uitzenddatum     | Uitzenddatum     |  |
| --- | ---------- | ------------------ | ----------------- | --------------------------------- | ------------- | ---------------- | ---------------- |  |
| 21 | 1          | No Más             | Bryan Cranston    | Vince Gilligan                    | 21 maart 2010 | 3 februari 2013  | 28 januari 2013  |  |
| Heel Albuquerque is in shock tijdens de nasleep van het vliegtuigongeluk. Walt woont voorlopig alleen in zijn huis. Skyler bespreekt de scheiding met een advocaat, die haar zegt dat ze geld dat Walt mogelijk verborgen houdt zal ontdekken. Hank helpt Walt verhuizen. Later zoekt Skyler Walt op in zijn nieuwe woonst om hem de echtscheidingspapieren te laten tekenen. Ze beschuldigt Walt ervan een drugsdealer te zijn, waarbij Walt eindelijk bekent methamfetamine te hebben gekookt. Skyler belooft hem niets te vertellen aan Hank en de kinderen als hij de papieren tekent. Jesse bevindt zich nog steeds in het afkickcentrum waar hij de dood van Jane probeert te verwerken. Hij voelt zich schuldig over de gebeurtenissen met de vliegtuigen. Walt beslist uit het wereldje te stappen en gaat het Gus persoonlijk vertellen. Gus heeft echter een zeer aantrekkelijk aanbod dat Walt even lijkt te overwegen. Ondertussen steken twee Mexicaanse broers illegaal de grens met de Verenigde Staten over op zoek naar Heisenberg. |            |                    |                   |                                   |               |                  |                  |  |
| 22 | 2          | Caballo Sin Nombre | Adam Bernstein    | Peter Gould                       | 28 maart 2010 | 10 februari 2013 | 4 februari 2013  |  |
| Walt heeft moeite met zich aan te passen aan zijn nieuwe leven. Hij wil niet de slechterik zijn en weigert opnieuw in het drugswereldje te stappen. Het komt tot een aanvaring met een politieagent die hem tegenhoudt voor de schade aan de voorruit van zijn wagen. Dankzij het ingrijpen van Hank kan een veroordeling worden voorkomen. Skyler laat Walt nog steeds niet binnen en vooral Walter Jr. heeft het moeilijk om te begrijpen hoe zijn moeder zijn vader zo kan behandelen. Saul probeert Walt over te halen weer meth te gaan koken en schakelt Mike in. De twee broers blijken Marco en Leonel Salamanca te zijn, ze zijn neven van de gedode Tuco. Ze hebben Walt's echte naam ontdekt dankzij Tuco's oom die in een rusthuis verblijft. Jesse haalt zijn geld op bij Saul en biedt hem een klus aan: onderhandelen over de aankoop van zijn ouderlijk huis, dat zijn ouders na verbouwingen te koop hebben gezet. Saul biedt de ouders de helft van de vraagprijs namens een anonieme koper. Jesse's ouders weigeren het bod. Als Saul hen confronteert met het verbergen van de bewijzen van een methlab in de kelder, gaan ze met het bedrag akkoord. Mike krijgt de opdracht het huis van Walt in de gaten te houden. Walt breekt in zijn eigen huis in omdat hij de scheiding niet accepteert. Even later arriveren Marco en Leonel om Walt te vermoorden, wat Mike via Gus weet te voorkomen.                                                                             |            |                    |                   |                                   |               |                  |                  |  |
| 23 | 3          | I.F.T.             | Michelle MacLaren | George Mastras                    | 4 april 2010  | 17 februari 2013 | 11 februari 2013 |  |
| Walt trekt terug in in zijn huis en vertelt Skyler dat hij niet van plan is te vertrekken. Skyler wil er niet van weten maar Walter Jr. is blij dat zijn vader weer thuis is. Skyler belt de politie wegens Walt's inbraak maar de agenten weigeren de zaak in behandeling te nemen omdat het zijn eigen huis is. Ze vragen nog of hij een misdrijf heeft begaan waarvoor ze hem uit huis kunnen (laten) plaatsen maar Skyler ontkent. Hierna geeft Skyler haar verzet op maar accepteert de aanwezigheid van Walt niet. Ze besluit haar eigen belangen na te streven. Jesse heeft het nog steeds moeilijk met de dood van Jane, maar is opnieuw in zijn huis ingetrokken en lijkt klaar om aan de slag te gaan. Buiten medeweten van Walt heeft Gus een ontmoeting geregeld met zijn collega's van het Mexicaanse drugskartel en maakt hen duidelijk dat ze Walt voorlopig met rust moeten laten. Hank is nog steeds gestresseerd en gaat op de vuist met twee druggebruikers in een bar. Skyler vertelt haar advocaat dat Walt een meth-kok is maar ze wil hem niet bij de politie aangeven omdat ze niet wil dat haar zoon erachter komt. Walt toont Skyler de tas met geld en vertelt haar dat hij dit geld heeft verdiend en dat het bestemd is voor de studies van de kinderen en voor de ziektekostenverzekering. Hij vraagt haar het geld te accepteren en geeft haar een dag om erover na te denken. Skyler versiert haar baas Ted en vertelt aan Walt dat ze seks met hem heeft gehad. |            |                    |                   |                                   |               |                  |                  |  |
| 24 | 4          | Green Light        | Scott Winant      | Sam Catlin                        | 11 april 2010 | 24 februari 2013 | 18 februari 2013 |  |
| Jesse betaalt met meth in een pompstation omdat hij geen geld bij zich heeft. Walt gaat verhaal halen bij Ted op Skyler haar werk. Hij probeert een ruit in te slaan en wordt buitengezet door de bewaking. Hij wordt een auto ingesleurd door Mike, die hem naar Saul brengt. Omdat ze zo snel op de hoogte waren, concludeert Walt dat Saul zijn huis van afluisterapparatuur heeft voorzien en eist dat Mike alle microfoons verwijdert. Walt wordt op zijn werk op non-actief gezet door zijn recente gedrag en nadat hij directrice Carmen probeerde te versieren. Jesse toont Walt de meth die hij in zijn eentje gekookt heeft. Walt noemt het een inferieur product en wil het niet voor hem verkopen bij Gus en wil niet meedelen in de winst. Via Saul komt Jesse toch nog in contact met Gus, die met tegenzin akkoord gaat met de deal. Gus gaat ervan uit dat Walt's trots en financiële nood hem kunnen overtuigen om zijn aanbod te accepteren. Jesse krijgt maar de helft uitbetaald, terwijl Walt onverwacht de andere helft krijgt. Skyler zet haar affaire met Ted verder. Hank slaat een overplaatsing naar El Paso af en bijt zich vast in de zaak Heisenberg. Hij krijgt bij de medewerkster van het pompstation de informatie los dat de jongen die met meth zijn benzine betaalde, in een camper reed. |            |                    |                   |                                   |               |                  |                  |  |
| 25 | 5          | Más                | Johan Renck       | Moira Walley-Beckett              | 18 april 2010 | 3 maart 2013     | 25 februari 2013 |  |
| Hank werkt dag en nacht om de camper te traceren. Zijn partner Gomez heeft de job in El Paso aangeboden gekregen en neemt ze ook aan. Hank stort zich op zijn werk wat zijn huwelijk met Marie onder druk zet. Gus toont Walt een voor hem ingericht ondergronds laboratorium onder een wasserette die eigendom is van hem. Gus vraagt Walt om 200 pond per week te produceren gedurende drie maanden. Walt weigert aanvankelijk opnieuw. Skyler begint te twijfelen aan haar affaire met Ted, waarover ze praat met haar advocate. Wanneer ze terug thuiskomt, ziet ze dat Walt vertrokken is en de echtscheidingspapieren heeft getekend. Saul heeft een gesprek geregeld tussen Jesse en Walt. Walt geeft Jesse het geld dat hij ongevraagd gekregen heeft terug. Hij zegt tegen Jesse dat dit het laatste geld is dat hij in de business verdiend heeft en verbiedt hem zijn formule te gebruiken. Saul laat Jesse stikken als cliënt en wil mee verdienen aan het succes van Walt. Uit woede slaat Jesse Walt's autoruit kapot met een steen. Hank komt op het spoor van de camper en belt aan bij de moeder van Combo. Zij vertelt hem dat haar zoon de camper heeft gestolen maar ondertussen doodgeschoten is. Op Combo's slaapkamer vindt Hank een foto van Combo met Jesse. |            |                    |                   |                                   |               |                  |                  |  |
| 26 | 6          | Sunset             | John Shiban       | John Shiban                       | 25 april 2010 | 10 maart 2013    | 4 maart 2013     |  |
| Walt begint aan zijn opdracht in het ondergrondse lab en ontmoet zijn nieuwe assistent Gale Boetticher, met wie hij goed lijkt op te schieten. Jesse maakt een businessplan met zijn kameraden Badger en Skinny Pete, niet wetende dat Hank zijn huis bespioneert. Hank belt Walt op om informatie over Jesse te krijgen, aangezien Walt vroeger zogezegd weleens marihuana van hem kocht. Dit doet Walt beseffen dat Hank de camper op het spoor is en haast zich naar de staanplaats. Hier aangekomen zegt hij tegen Badger en diens neef dat de camper moet verdwijnen en brengt hem naar een schroothandelaar. Badger waarschuwt Jesse, die ook naar de schroothandelaar vertrekt, achtervolgd door Hank. Walt en Jesse zitten in de camper wanneer Hank wil inbreken, maar wordt tegengehouden door de eigenaar van het terrein. Walt laat Saul's secretaresse naar Hank bellen met de melding dat Marie in het ziekenhuis ligt na een verkeersongeval. In het ziekenhuis komt hij erachter dat hij in de maling is genomen. Ondertussen wordt de camper gesloopt. Gus wordt gestalkt door Marco en Leonel die niet langer willen wachten om Walt te vermoorden. Gus geeft hen de naam van degene die werkelijk verantwoordelijk is voor Tuco's dood, namelijk Hank. |            |                    |                   |                                   |               |                  |                  |  |
| 27 | 7          | One Minute         | Michelle MacLaren | Thomas Schnauz                    | 2 mei 2010    | 17 maart 2013    | 11 maart 2013    |  |
| Hank gaat naar het huis van Jesse en slaat hem neer. Hij vraagt hoe hij aan zijn telefoonnummer komt en Marie's naam wist. Jesse kan niet antwoorden omdat hij buiten westen is. Hank laat Jesse naar het ziekenhuis brengen maar moet zich wel verantwoorden voor wat er gebeurd is. Jesse wil het hier niet bij laten en wil klacht indienen en Hank laten boeten, tegen het advies van Walt en Saul in. Skyler vraagt aan Walt of hij met Jesse wil praten zodat hij zijn aanklacht tegen Hank laat vallen. Later gaat Walt weer aan de slag in het lab. Door een fout van Gale is de productie mislukt. Walt verwittigt Gus dat het niet klikt met Gale en zegt dat hij Jesse als partner wil. Walt zoekt Jesse op in het ziekenhuis en zegt hem dat hij weer wil samenwerken. De woedende Jesse weigert, maar belt Walt later op om te zeggen dat hij akkoord gaat. Hank wordt geschorst, maar krijgt een tip van zijn overste dat Jesse de klacht mogelijk laat vallen. Op de parking wordt hij opgewacht door Marco en Leonel, nadat hij een verwittiging kreeg van het mobiele nummer van Gomez. Hank weet met zijn wagen Leonel te verwonden. Hij wordt meermaals geraakt door Marco, die besluit zijn bijl uit zijn koffer te halen om Hank af te maken. Met het wapen van Leonel schiet Hank Marco door het hoofd. |            |                    |                   |                                   |               |                  |                  |  |
| 28 | 8          | I See You          | Colin Bucksey     | Gennifer Hutchison                | 9 mei 2010    | 24 maart 2013    | 18 maart 2013    |  |
| Jesse wordt uit het ziekenhuis ontslagen en ziet hoe de zwaargewonde Hank wordt binnengebracht. Gale kan niet begrijpen dat hij aan de kant wordt geschoven voor Jesse. In het lab vertelt Jesse aan Walt dat Hank in het ziekenhuis ligt. Walt gaat naar het ziekenhuis om zijn familie te steunen. Marie weet niet hoe ze moet omgaan met de situatie en haalt uit naar Hank's overste en partner Gomez wanneer ze hoort dat ze zijn wapen hadden afgenomen door de schorsing, waardoor Hank weerloos was. Ze is ook boos op Walt, die ze de schuld geeft over het feit dat Hank op zoek was naar Jesse doordat Walt zogezegd marihuana van hem kocht. Jesse wacht tevergeefs op Walt in het lab en maakt zich zorgen over de hoeveelheid meth die ze moeten maken. Walt verbiedt hem om op zijn eentje te beginnen. Walt ontdekt dat Leonel in het ziekenhuis ligt en beseft dat ze waarschijnlijk ook achter hem aanzaten. Walt ontdekt dat Gus een dubbelrol speelt en goede betrekkingen onderhoudt met de DEA. Hij looft zelfs een beloning uit voor informatie over de aanslag op Hank. Door de goede verstandhouding met de DEA hoopt hij minder op te vallen. Leonel overlijdt in het ziekenhuis na tussenkomst van Mike. Gus maakt komaf met zijn collega's in Mexico. |            |                    |                   |                                   |               |                  |                  |  |
| 29 | 9          | Kafkaesque         | Michael Slovis    | Peter Gould & George Mastras      | 16 mei 2010   | 31 maart 2013    | 25 maart 2013    |  |
| Walt en Jesse zijn nu in volle productie in het lab en produceren zelfs meer dan de vooropgestelde 200 pond per week. Jesse vindt dat hij en Walt onderbetaald worden. Ze krijgen maar een schijntje van de winst die Gus verdient. Walt vindt dat Jesse niet moet zeuren omdat hij toch miljonair wordt. Skyler is bang dat Walt of zijzelf en hun kinderen in gevaar zijn na de aanslag op Hank. Walt vertelt Gus dat hij weet dat hij degene is die de broers Salamanca van hem heeft weggeleid naar Hank. Hij is hem daar dankbaar voor maar vraagt zich af wat er gaat gebeuren na het contract van drie maanden. Gus stelt hem een verlenging voor van een jaar voor 15 miljoen dollar. Jesse besluit van de situatie te profiteren en spreekt af met Badger en Skinny Pete om de overschot meth te proberen te verkopen via zijn praatgroep. De ziektekostenverzekering van Hank vergoedt onvoldoende behandelingen en de besluitvorming is te traag. Skyler stelt zonder overleg met Walt voor aan Marie om de behandelingen te betalen. Om het geld te verklaren maakt ze Marie wijs dat Walt met illegaal gokken veel geld heeft verdiend. Tegen Walt zegt ze dat ze vermoedt dat Hank in het ziekenhuis ligt vanwege hem. |            |                    |                   |                                   |               |                  |                  |  |
| 30 | 10         | Fly                | Rian Johnson      | Sam Catlin & Moira Walley-Beckett | 23 mei 2010   | 7 april 2013     | 1 april 2013     |  |
| Walt lijdt aan slapeloosheid. Hij is bezorgd over de keuzes die hij heeft gemaakt en de richting die hij is ingeslagen met zijn leven. Hij is er zich niet bewust van dat Jesse een deel van de opbrengst heeft achtergehouden, maar ontdekt dat de aantallen van zijn formules niet kloppen. Ze lijken een kwart tot half pond van de productie te zijn verloren. De zorgvuldige Walt is bezorgd – tot op het punt van paranoia toe – wanneer hij een vlieg ontdekt in het lab. Bezorgd omwille van de besmetting gaat hij tot het uiterste om de vlieg te doden. Jesse komt hem helpen. Een delirium nabij van vermoeidheid en de slaappillen die Jesse in zijn koffie heeft gedaan, blijft Walt verwijzen naar de avond dat Jane stierf. Hij stopt met praten wanneer hij op het punt komt dat hij Jane voor zijn ogen heeft zien sterven en geen maatregelen nam om haar te redden. Nadat Jesse de vlieg heeft weten te vangen en de beloofde hoeveelheid meth heeft gekookt, waarschuwt Walt Jesse dat als hij de ontbrekende meth heeft meegenomen, hij hem niet kan beschermen. Jesse ontkent iets te hebben meegenomen. |            |                    |                   |                                   |               |                  |                  |  |
| 31 | 11         | Abiquiu            | Michelle MacLaren | John Shiban & Thomas Schnauz      | 30 mei 2010   | 14 april 2013    | 8 april 2013     |  |
| Badger en Skinny Pete hebben zich aangemeld bij de praatgroep voor verslaafden met de bedoeling de door Jesse achtergehouden meth te verkopen maar het lukt ze niet. Jesse probeert het bij Andrea, die na een groepsgesprek het instituut alweer verlaat. Als hij ontdekt dat ze een kind heeft wil hij haar geen meth meer verkopen. Hij komt er ook achter dat het haar 11-jarige broertje Tomas was die zijn vriend Combo heeft doodgeschoten in opdracht van een drugsbende die geen dealers van buiten hun gebied dulden. Walt vertelt Skyler dat hij een contract heeft voor de productie van meer meth. Ze heeft weinig vertrouwen in het witwasvoorstel van Saul via een lasergevechtenhal en heeft een ander voorstel, de carwash waar Walt eerder gewerkt heeft. Saul vindt de carwash geen goed idee omdat daar in tegenstelling tot de lasergevechttent geen persoon is die te vertrouwen is en het witwassen mogelijk maakt. Skyler stelt voor aan Walt om die persoon te zijn. Ze vertelt hem ook dat ze de door hem ondertekende scheidingspapieren niet heeft ingediend en dus betrokken is bij zijn handel. Walt wordt bij Gus thuis uitgenodigd voor een etentje. Jesse gaat naar Tomas en koopt crystal meth van hem. De betaling moet hij verrichten bij twee volwassen mannen in een auto. |            |                    |                   |                                   |               |                  |                  |  |
| 32 | 12         | Half Measures      | Adam Bernstein    | Sam Catlin & Peter Gould          | 6 juni 2010   | 21 april 2013    | 15 april 2013    |  |
| Jesse vraagt Walt of hij de bij Tomas gekochte blauwe meth herkent als hun product, hetgeen hij bevestigt. Jesse vertelt hem dat hij de twee mannen wil vermoorden omdat zij verantwoordelijk zijn voor Combo's dood. Walt weigert zijn medewerking en waarschuwt Jesse het niet te doen. Hank wordt ontslagen uit het ziekenhuis nadat Marie hem heeft weten te overtuigen. Jesse zet zijn plan door en vraagt een prostituee die de twee mannen regelmatig van hamburgers voorziet om ze een vergiftigd broodje te geven. Als ze de mannen opwachten komen ze niet opdagen. In plaats daarvan komt Mike die Jesse dwingt mee te gaan naar het kantoor van Gus, waar ook Walt en de twee dealers aanwezig zijn. Gus laat de twee verklaren dat ze geen gebruik meer maken van kinderen en eist van Jesse dat hij vrede sluit met hen, wat hij met tegenzin doet. Jesse verwijt Walt dat hij hem verraden heeft. Jesse ligt met Andrea in bed als ze gebeld wordt dat Tomas is doodgeschoten. Hij spoort de twee dealers op en loopt met een pistool naar hen toe. De twee trekken ook een pistool maar dan komt Walt, die het nieuws op tv hoorde, met hoge snelheid aanrijden en rijdt de twee aan. Hij schiet de dealer die het overleefde door het hoofd en zegt Jesse te vluchten. |            |                    |                   |                                   |               |                  |                  |  |
| 33 | 13         | Full Measure       | Vince Gilligan    | Vince Gilligan                    | 13 juni 2010  | 28 april 2013    | 22 april 2013    |  |
| Gus verwijt Walt dat hij onverstandig gehandeld heeft en is op zoek naar de gevluchte Jesse. Gus accepteert dat Walt blijft koken, wijst Gale aan als zijn nieuwe assistent en laat Victor als bewaker het koken in de gaten houden. Hij draagt Gale op goed te leren van Walt omdat die vanwege zijn gezondheidsproblemen kan wegvallen. Gus wil dat Gale snel klaar is om het lab over te nemen. Walt ruikt onraad en beseft dat hij zonder Gale onmisbaar is voor Gus. Hij vraagt Jesse het adres van Gale te achterhalen. Jesse zegt hem dat hij Gale niets moet aandoen maar geeft hem het adres. Walt wordt opgehaald door Victor die hem zegt direct mee te komen omdat er een vat lekt in het lab. Ook Mike is in het lab aanwezig en Walt vertrouwt het niet. Hij vraagt ze hem niet te vermoorden en biedt ze Jesse aan. Hij doet of hij Jesse opbelt om met hem een afspraak te maken maar vertelt hem dat Mike en Victor hem willen vermoorden en draagt hem op Gale te vermoorden. Jesse zoekt Gale bij hem thuis op en schiet hem uiteindelijk neer. |            |                    |                   |                                   |               |                  |                  |  |

## Seizoen 4 (2011)
| Nr. | Aflevering | Titel             | Regisseur         | Schrijver(s)                          | Uitzenddatum      | Uitzenddatum     | Uitzenddatum      |  |
| --- | ---------- | ----------------- | ----------------- | ------------------------------------- | ----------------- | ---------------- | ----------------- |  |
| 34 | 1          | Box Cutter        | Adam Bernstein    | Vince Gilligan                        | 17 juli 2011      | 5 mei 2013       | 23 september 2013 |  |
| Jesse zit nadat hij Gale heeft doodgeschoten verdwaasd voor zich uit te kijken in de auto. Victor vindt het lijk van Gale en buren die de politie bellen in Gale's appartement. Victor vindt Jesse, en neemt hem mee naar het lab, waar Mike Walt vasthoudt. Skyler vreest het ergste wanneer ze Walt niet kan contacteren. Saul heeft een persoonlijke lijfwacht ingehuurd omdat hij paranoïde is geworden over het feit dat hij denkt afgeluisterd en gevolgd te worden. Hank worstelt met zichzelf na zijn verwondingen en snauwt Marie af. Hij focust zich vooral op het verzamelen van mineralen. Om zijn kennis te tonen begint Victor in zijn eentje meth te koken. Gus komt binnen, zegt geen woord en kleedt zich rustig om in plastic werkkleding terwijl Walt hem ervan probeert te overtuigen hem niet te vermoorden en zegt Gus dat als hij Jesse vermoordt, hij hem ook kwijt is. Plotseling snijdt Gus Victors keel door. Vervolgens kleedt hij zich weer om en loopt nog steeds zwijgend weg. Vlak voor het buitengaan zegt Gus tegen Walt en Jesse aan het werk te gaan. Walt en Jesse lossen Victors lijk op in bijtende chemicaliën. De politie onderzoekt het appartement van Gale, waar ook zijn notitieblokje van het lab ligt. |            |                   |                   |                                       |                   |                  |                   |  |
| 35 | 2          | Thirty-Eight Snub | Michelle MacLaren | George Mastras                        | 24 juli 2011      | 12 mei 2013      | 30 september 2013 |  |
| Walt vreest dat Gus hem nog steeds wil vermoorden en koopt een pistool met afgevijld serienummer. Terwijl Jesse na de afkickkliniek drugs van zijn vrienden weigerde, haalt hij nu Badger en Skinny Pete over om een lijntje met hem te nemen. Hij organiseert een groot feest bij hem thuis en laat het doorgaan bij zijn afwezigheid. Hank koopt een grote hoeveelheid korund en is pessimistisch over zijn revalidatie. Victors vervanger Tyrus weegt bij het ophalen uit het lab de meth nogmaals ter controle. Mike zegt Walt dat hij Gus nooit meer zal zien. Die avond gaat hij gewapend naar het huis van Gus maar hij wordt van zijn voornemen afgehouden door een telefoontje van een onbekende beller die hem zegt naar huis te gaan. Skyler bespreekt zonder Walters medeweten met de eigenaar van de carwash de aankoop ervan maar hij herkent haar en vraagt een absurd hoog bedrag. Walt waarschuwt Mike dat wat Victor gebeurde hem ook kan overkomen. Mike zegt dat hij blij moet zijn dat hij zijn baan heeft behouden en dat hij weet dat Walt een pistool droeg in het lab. Walt vraagt Mike ervoor te zorgen dat hij en Gus in een kamer zijn. Hierop slaat Mike hem neer en vertrekt. |            |                   |                   |                                       |                   |                  |                   |  |
| 36 | 3          | Open House        | David Slade       | Sam Catlin                            | 31 juli 2011      | 19 mei 2013      | 7 oktober 2013    |  |
| Walt ontdekt een bewakingscamera in het lab. Marie vervalt weer in kleptomanie en bezoekt daartoe open dagen van te koop staande huizen en wordt gearresteerd. Hank bemiddelt en ze wordt vrijgelaten. De agent vraagt Hank te kijken naar een kopie van Gale's labnotities. Walt en Skyler zijn vastbesloten om de carwash te kopen en verzinnen een list om de prijs omlaag te krijgen. Ze fingeren een bezoek van een gemeentelijk controleur die zogenaamd milieuvervuiling constateert. Eigenaar Bogdan zal veel geld moeten investeren om de boel op orde te krijgen. Prompt gaat hij akkoord met de door Skyler voorgestelde prijs. Jesse leeft zich uit in go karts terwijl de feesten in zijn huis grimmiger worden. Hij strooit geld tussen de aanwezigen. |            |                   |                   |                                       |                   |                  |                   |  |
| 37 | 4          | Bullet Points     | Colin Bucksey     | Moira Walley-Beckett                  | 7 augustus 2011   | 26 mei 2013      | 14 oktober 2013   |  |
| Skyler en Walt bereiden minutieus het verhaal over de gokverslaving voor dat voor Hank, Marie en Walter Jr. geloofwaardig moet overkomen waar het geld voor de aankoop van de carwash vandaan komt. Na uitvoer van dit plan laat Hank Walt de karaokevideo van Gale zien en vertelt hem dat hij denkt dat dit de Heisenberg is waar hij al zo lang naar zoekt. Walt gaat naar Jesse om hem te waarschuwen dat de DEA de moord op Gale onderzoekt en vraagt hem of hij wel alle kogelhulzen heeft opgeraapt wegens de daarop aanwezige vingerafdrukken en dat blijkt hij inderdaad niet gedaan te hebben. Een van Jesse's gasten heeft zijn tas met methgeld gestolen maar Mike ontdekt het en geeft Jesse de tas terug. Mike zegt tegen Gus dat Jesse gevaarlijk begint te worden en dwingt Jesse mee te rijden naar een onbekende bestemming. |            |                   |                   |                                       |                   |                  |                   |  |
| 38 | 5          | Shotgun           | Michelle MacLaren | Thomas Schnauz                        | 14 augustus 2011  | 2 juni 2013      | 21 oktober 2013   |  |
| Mike neemt Jesse mee om geld op te halen. Hij verzekert Walt dat Jesse veilig is. Wanneer twee overvallers het geld willen stelen, weet Jesse hen te ontwapenen en af te schudden. Achteraf blijkt dat dit in scène werd gezet door Gus. Walt en Skyler kopen de carwash, waarna Skyler aan Walt vraagt om weer terug in hun huis te komen wonen. Walt, Skyler, Walter Jr. en Holly worden uitgenodigd op een etentje bij Hank en Marie, waar Walt behoorlijk dronken wordt. Wanneer Hank vertelt dat Gale een genie was, vertelt Walt hem dat Gale waarschijnlijk iemands werk kopieerde, waardoor Hank weer verdergaat met de zaak. Hij vindt een servet van Los Pollos Hermanos tussen Gale zijn bezittingen, wat de aandacht van Hank trekt omdat Gale een veganist was. |            |                   |                   |                                       |                   |                  |                   |  |
| 39 | 6          | Cornered          | Michael Slovis    | Gennifer Hutchison                    | 21 augustus 2011  | 9 juni 2013      | 28 oktober 2013   |  |
| Na de ruzie over Walts gedrag tijdens het etentje van de avond voordien, gaat Skyler weg. Die avond gaat Walt de sleutels van de carwash ophalen bij Bogdan. Walt koopt een flitsende nieuwe sportauto voor Walter Jr. tegen Skylers wensen in om hun dekmantel te beschermen. Walt vertelt Jesse dat hij vermoedt dat Gus een wig wil drijven tussen hen. Wanneer Jesse wordt weggeroepen overtuigt Walt drie vrouwen uit de wasserij om hem te helpen het lab schoon te maken. Jesse toont zichzelf nuttig tegenover Mike en Gus door een drugspand te onderzoeken dat naar verluidt via een overval van het drugskartel op een transport van Gus aan de blauwe meth is geraakt. |            |                   |                   |                                       |                   |                  |                   |  |
| 40 | 7          | Problem Dog       | Peter Gould       | Peter Gould                           | 28 augustus 2011  | 23 juni 2013     | 4 november 2013   |  |
| Skyler zegt tegen Walt dat hij de nieuwe wagen moet terugbrengen. In plaats hiervan gaat Walt joyriden en rijdt de wagen per ongeluk vast, waardoor hij besluit de wagen te laten ontploffen. Walt wil dat Saul iemand zoekt om Gus te vermoorden, maar Saul denkt zelf eerder aan Jesse. Walt weet Jesse te overtuigen. Skyler weet niet hoe ze al het geld moet witwassen wat Walt verdient met zijn meth-lab door middel van de carwash. In het lab maakt Walt buiten het zicht van de camera's het gif ricine en geeft het aan Jesse, die het in een van zijn sigaretten verbergt. Hank gaat met Walter Jr. naar Los Pollos Hermanos en verkrijgt Gus zijn vingerafdrukken door middel van een drinkbeker. Jesse krijgt de kans om de ricine in een koffiekan te doen vlak voor een bijeenkomst met het kartel, maar wordt bijna betrapt door Mike, waardoor het plan mislukt. Het kartel biedt Gus een ultimatum, wat hij afwijst. Jesse gaat terug naar zijn 12 stappen-groep, waar hij bekent hen op te zoeken om meth te verkopen. Hank vertelt zijn collega's van de DEA over Gale Boetticher, Los Pollos Hermanos en Gustavo Fring. Het blijkt dat er vingerafdrukken van Gus zijn gevonden in het appartement van Gale. |            |                   |                   |                                       |                   |                  |                   |  |
| 41 | 8          | Hermanos          | Johan Renck       | Sam Catlin & George Mastras           | 4 september 2011  | 30 juni 2013     | 11 november 2013  |  |
| In een flashback bezoekt Gus Hector Salamanca (Tuco's oom) in een verzorgingstehuis. Hij vertelt Hector over de dood van zijn twee neven na hun poging om Hank te vermoorden. In het heden wordt Gus ondervraagd door Hank en de DEA. Skyler begint Walts methgeld overal in huis te verstoppen. Onder het valse voorwendsel om hem naar een mineralententoonstelling te brengen, laat Hank Walt hem naar Los Pollos Hermanos rijden om een GPS-datalogger aan Gus' wagen te bevestigen. Walt twijfelt omdat Mike hem heeft gezien. In het restaurant krijgt Walt de opdracht van Gus om de logger daadwerkelijk te plaatsen. Walt dringt er bij Jesse op aan om Gus te vermoorden. Walt vermoedt dat Jesse loyaal is aan Gus in plaats van aan hem. Gus zoekt Hector opnieuw op. In een andere flashback in 1989 ontmoeten Gus en zijn zakenpartner Max Hector, die hen in contact brengt met drugsbaron Don Eladio. Gus en Max bieden Don Eladio meth van hoge kwaliteit aan met Max als kok en Gus als de zakenman. Op bevel van Don Eladio schiet Hector Max dood als waarschuwing voor Gus. |            |                   |                   |                                       |                   |                  |                   |  |
| 42 | 9          | Bug               | Terry McDonough   | Moira Walley-Beckett & Thomas Schnauz | 11 september 2011 | 7 juli 2013      | 18 november 2013  |  |
| Wanneer ze de datalogger gaan ophalen, is Hank teleurgesteld wanneer er niets verdachts op blijkt te staan. Hij besluit het distributiecentrum van Gus te onderzoeken. Walt waarschuwt Mike hierover. Skyler krijgt bezoek van haar vroegere baas Ted, die problemen heeft met de belastingsdienst. Met haar handtekeningen in de boekhouding, kan ook zij betrokken raken. Door blufpoker weet ze de aanklacht op onwetendheid in plaats van fraude te houden. Ted is echter bankroet dus gebruikt Skyler Walt's geld om de boete te betalen. Het distributiecentrum wordt aangevallen door het kartel, waarbij een medewerker van Gus wordt gedood. Gus kan de sluipschutter stoppen door naar buiten te komen. Jesse wordt uitgenodigd voor een etentje bij Gus, waar hij de kans krijgt om hem te vergiftigen, maar besluit het niet te riskeren. Gus vraagt of Jesse Walts recept alleen kan bereiden en zegt dat Jesse naar Mexico moet om het kartel te leren de meth te koken. Walt plaatst een datalogger onder Jesse's auto. Walt bekent aan Jesse dat hij hem volgde, waarbij het tot een gevecht komt. |            |                   |                   |                                       |                   |                  |                   |  |
| 43 | 10         | Salud             | Michelle MacLaren | Peter Gould & Gennifer Hutchison      | 18 september 2011 | 21 juli 2013     | 25 november 2013  |  |
| Gus, Mike en Jesse vliegen naar Mexico. Skyler heeft Saul een verhaal laten verzinnen over een erfenis zodat Ted genoeg geld heeft om zijn boete aan de fiscus te betalen. Jesse stelt orde op zaken in het Mexicaanse lab. Na een succesvolle productie verneemt hij dat hij nu tot het kartel behoort. Walt mist Walter Jr.'s verjaardag, die hem komt opzoeken. Ted gebruikt het geld blijkbaar niet voor zijn boete, waarop Skyler hem opzoekt, die haar de deur wijst. Skyler zegt dat het geld van haar kwam. Mike zegt Jesse dat ze alle drie naar huis zullen gaan, of niemand. Gus en de anderen vieren hun hernieuwde samenwerking met Don Eladio, waarbij Gus hem een fles zeldzame tequila cadeau doet. Nadat iedereen heeft getoost, behalve Mike en Jesse, trekt Gus zich terug op het toilet om de tequila uit te braken. Don Eladio en zijn handlangers vallen dood neer. De overlevende bedienden en hoertjes gaan er met Don Eladio's geld en bezittingen vandoor. Mike wordt geraakt door een overlevende handlanger waarop Jesse de man neerschiet. Hierop brengt Jesse de verzwakte Gus en gewonde Mike in veiligheid. |            |                   |                   |                                       |                   |                  |                   |  |
| 44 | 11         | Crawl Space       | Scott Winant      | George Mastras & Sam Catlin           | 25 september 2011 | 28 juli 2013     | 2 december 2013   |  |
| Jesse brengt Gus en Mike naar een geïmproviseerde ziekenboeg die Gus had voorbereid. Vanwege zijn verwondingen moet Mike nog een week in Mexico blijven. Gus zegt Jesse dat hij nu het lab kan runnen, waarop Jesse vraagt om Walt niet te vermoorden. Ted weigert de fiscus te betalen met het geld van Skyler, waarop ze Saul inschakelt die er zijn mannetjes op af stuurt. Na de cheque te hebben getekend wil Ted op de vlucht slaan, maar struikelt en stoot zijn hoofd. Walt voert Hank naar de wasserette, maar veroorzaakt een "ongeluk" zodat ze er niet aankomen. Walt ontdekt dat Jesse heeft gekookt zonder hem en gaat met hem praten. Jesse stuurt Walt weg, waarop Walt ontvoerd wordt door Tyrus, die een stroomstootwapen op hem gebruikt. Gus zegt hem dat Hank gedood zal moeten worden, en zegt dat als Walt zich met de zaak bemoeit, hij zijn familie zal uitmoorden. Via Saul geraakt Walt aan de gegevens van een man die hem een nieuwe identiteit kan bezorgen. Walt haast zich naar huis om het geld bij elkaar te zoeken, maar flipt als hij verneemt dat er te weinig is omdat Skyler het geld aan Ted gaf. Een huilende Marie belt Skyler om te zeggen dat de DEA een anonieme tip kreeg dat het kartel Hank wil vermoorden en ze bescherming krijgen. |            |                   |                   |                                       |                   |                  |                   |  |
| 45 | 12         | End Times         | Vince Gilligan    | Thomas Schnauz & Moira Walley-Beckett | 2 oktober 2011    | 4 augustus 2013  | 9 december 2013   |  |
| Skyler, Walter Jr. en Holly krijgen onderdak bij Hank en Marie. Walt blijft thuis achter, klaar om de gevolgen van zijn daden te ondergaan. Hank vraagt aan Gomez om de wasserette te onderzoeken. Gomez gaat met een collega en een drugshond op onderzoek, maar vindt niets. Jesse en Tyrus zitten in het lab wanneer Gus belt en tegen Jesse zegt dat dit het werk is van Walt. Saul bezorgt Jesse zijn deel van het geld en is van plan tijdelijk onder te duiken. Jesse krijgt telefoon van Andrea dat haar zoontje Brock in het ziekenhuis ligt. Jesse ontdekt dat de sigaret met ricine verdwenen is en trekt zijn conclusies. Hij zoekt Walt op en beschuldigt hem van het vergiftigen van Brock. Walt zegt dat dit waarschijnlijk een plan is van Gus om zo van hem af te geraken. Jesse beseft dat hij gelijk heeft en ze beslissen samen te werken om Gus uit te schakelen. Andrea laat Jesse niet meer toe bij Brock. Jesse zegt Gus dat hij in het ziekenhuis blijft tot Brock beter is. Walt heeft een zelfgemaakte bom geplaatst onder de auto van Gus, die onraad ruikt en de auto laat staan, tot wanhoop van Walt. |            |                   |                   |                                       |                   |                  |                   |  |
| 46 | 13         | Face Off          | Vince Gilligan    | Vince Gilligan                        | 9 oktober 2011    | 11 augustus 2013 | 16 december 2013  |  |
| Walt verwijdert de bom van onder Gus zijn auto. Hij vraagt Jesse of die een plek weet waar Gus geen camera's heeft hangen. Jesse wordt meegenomen door twee rechercheurs die zich afvragen hoe Jesse erbij kwam dat Brock vergiftigd werd met ricine. Saul komt ter hulp als advocaat van Jesse en Jesse zegt hem dat Gus af en toe Hector bezoekt in het verzorgingstehuis. Walt bezoekt Hector en biedt hem wraak aan. Hector contacteert de DEA en eist Hank te spreken. Hier beledigt hij Hank alleen maar en wordt terug gebracht naar het tehuis, waar Walt ondertussen een nieuwe bom heeft klaargemaakt. Tyrus heeft Hector gezien bij de DEA en verwittigt Gus, die Hector wil doden, zoals Walt voorzien had. Tyrus controleert de kamer op afluisterapparatuur. Jesse wordt vrijgelaten wanneer blijkt dat Brock niet vergiftigd werd met ricine. Hij wordt ontvoerd en naar het lab gebracht. Wanneer Gus Hector een dodelijke injectie wil toedienen, doet Hector de bom ontploffen die hem, Tyrus en Gus doodt. Walt gaat naar het lab en bevrijdt Jesse, waarop ze het lab vernietigen. Jesse zegt dat Brock het zal overleven en dat hij giftige bessen had gegeten van een meiklokje. Walt belt Skyler en zegt dat ze veilig zijn. Het blijkt dat Walt meiklokjes in zijn tuin heeft staan, wat wil zeggen dat hij Brock vergiftigde om zo Jesse tegen Gus op te zetten. |            |                   |                   |                                       |                   |                  |                   |  |

## Seizoen 5 (2012–2013)
| Nr. | Aflevering | Titel            | Regisseur         | Schrijver            | Uitzenddatum      | Uitzenddatum     | Uitzenddatum      |  |
| --- | ---------- | ---------------- | ----------------- | -------------------- | ----------------- | ---------------- | ----------------- |  |
| 47 | 1          | Live Free or Die | Michael Slovis    | Vince Gilligan       | 15 juli 2012      | 10 november 2013 | 17 februari 2014  |  |
| In een flashforward wordt getoond hoe Walt op de dag van zijn 52ste verjaardag in een wegrestaurant zit. Hij gebruikt een vals rijbewijs en heeft een alias. Zijn gezondheid is er erg op achteruit gegaan. Hij koopt een M60-machinegeweer dat hij in zijn koffer laadt. Vlak na de dood van Gus doet Walt alle bewijzen verdwijnen. Hij herinnert zich de beveiligingscamera's en gaat met Jesse richting Mexico om Mike op te halen. Terug thuis weet Mike uit te vinden dat de laptop van Gus in beslag is genomen. Volgens een idee van Jesse gebruiken ze een zware magneet aangedreven door accu's om de laptop onschadelijk te maken, wat ook lukt. De politie vindt een papier met daarop de gegevens van een bankrekening op de Kaaimaneilanden. Skyler verneemt van Saul dat Ted is bijgekomen en haar belooft nooit de waarheid te verklappen. Walt zegt Skyler dat hij haar vergeeft voor de situatie met Ted. |            |                  |                   |                      |                   |                  |                   |  |
| 48 | 2          | Madrigal         | Michelle MacLaren | Vince Gilligan       | 22 juli 2012      | 24 november 2013 | 24 februari 2014  |  |
| Een Duitse zakenman pleegt zelfmoord als de politie hem vragen komt stellen over Gus Fring. Walt maakt een nieuwe sigaret met ricine en helpt Jesse zoeken bij hem thuis. Hij zorgt ervoor dat Jesse de sigaret vindt in de stofzuigerzak. Walt en Jesse bieden Mike een samenwerking aan, die hij weigert. Saul stelt Walt en Jesse voor om te stoppen met de meth, maar Walt staat in het rood. Lydia Rodarte-Quayle, een Amerikaanse werknemer van Madrigal, spreekt af met Mike en vraagt hem elf mannen te doden die zouden kunnen praten over Gus. Mike weigert, maar wordt nadien ondervraagd door Hank en Gomez, en ontdekt zo dat de DEA de buitenlandse bankrekeningen gevonden heeft. Chow, een van de elf mannen en vroegere leverancier van methylamine, belt Mike en vraagt hem op te zoeken. Mike vermoedt een valstrik en ontdekt dat een van zijn vroegere mannen, Chris, Chow gedood heeft in opdracht van Lydia. Mike doodt Chris en breekt in bij Lydia. Hij besluit haar te sparen en vraagt of zij de methylamine kan voorzien. Daarna belt hij Walt en zegt mee te willen werken. |            |                  |                   |                      |                   |                  |                   |  |
| 49 | 3          | Hazard Pay       | Adam Bernstein    | Peter Gould          | 29 juli 2012      | 1 december 2013  | 3 maart 2014      |  |
| Walt gaat terug thuis wonen, tot ontzetting van Skyler, die in een depressie afglijdt. Walt, Mike en Jesse hebben een meeting met Saul, om te bespreken hoe ze een nieuwe plek gaan vinden om de meth te koken. Ze maken gebruik van een ongediertebestrijdingsbedrijf, en koken in de huizen die ingepakt zijn met tenten. Marie eist te weten van Walt wat er gaande is met Skyler, waarop hij haar affaire met Ted onthult. Wanneer ze de verdiensten van hun eerste partij willen verdelen, is Walt boos over de hoeveelheid geld dat naar de vroegere medewerkers van Mike gaat, waarvan de activa in beslag werden genomen toen ze werden gearresteerd. Walt zegt tegen Jesse dat hij een poging overweegt om de situatie te verhelpen. |            |                  |                   |                      |                   |                  |                   |  |
| 50 | 4          | Fifty-One        | Rian Johnson      | Sam Catlin           | 5 augustus 2012   | 8 december 2013  | 10 maart 2014     |  |
| Walt verkoopt zijn wagen voor een veel te lage prijs en leaset zelf een sportwagen voor hem en voor Walter Jr. Skyler wil Walter Jr. naar een kostschool sturen in Arizona. Ze stuurt hem en Holly voorlopig op logement bij Hank en Marie. Hank heeft net promotie gekregen en runt nu de DEA. Lydia offert een van haar eigen werknemers op aan de DEA. Mike biedt haar Jesse aan als vervanger. Lydia ontdekt een zender op een vat methylamine wanneer Jesse dit komt ophalen. Mike vermoedt dat Lydia de zender zelf heeft geplaatst. Skyler praat met Walt over de veiligheid van de kinderen nadat Walt heeft toegegeven dat hij terug meth aan het koken is. Walt, Mike en Jesse bespreken wat er met Lydia moet gebeuren. Tijdens Walts 51ste verjaardagsfeestje verlaat Skyler de tafel en stapt in het zwembad, waar ze kopje onder gaat. Walt springt achter haar aan en trekt haar uit het water. |            |                  |                   |                      |                   |                  |                   |  |
| 51 | 5          | Dead Freight     | George Mastras    | George Mastras       | 12 augustus 2012  | 15 december 2013 | 17 maart 2014     |  |
| Walt brengt Hank een bezoek in zijn bureau, en weet een microfoontje te plaatsen. Hierdoor blijkt dat Lydia de zender niet onder het vat heeft geplaatst. Mike en Lydia proberen de methylamine geleverd te krijgen voor de productie. Er wordt geopperd een goederentrein te overvallen. Via Lydia komen ze te weten in welke wagon de methylamine zit. De overval lijkt zo soepel te gaan als gepland, tot Todd een jongetje opmerkt dat langsrijdt met zijn crossmotor en stopt. Todd schiet het jongetje neer, tot ontzetting van Walt en Jesse. |            |                  |                   |                      |                   |                  |                   |  |
| 52 | 6          | Buyout           | Colin Bucksey     | Gennifer Hutchison   | 19 augustus 2012  | 22 december 2013 | 24 maart 2014     |  |
| Walt, Jesse, Mike en Todd discussiëren over de nasleep van de treinoverval. Mike ervaart een verhoogde druk, aangezien de DEA hem constant schaduwt. Mike regelt een uitkoopdeal, waarop Jesse naar Walt belt om te onderhandelen. Walt nodigt Jesse uit bij hem thuis, en vertrouwt hem zijn spijt toe dat hij ooit een bedrijf dat hij mee had opgericht heeft verkocht voor relatief weinig geld. Wanneer Skyler thuiskomt, vraagt Walt aan Jesse of hij blijft eten. Tijdens het eten zegt Skyler dat ze weet dat Walt heeft gepraat over haar affaire met Ted aan Marie. Nadat Skyler van tafel loopt vertelt Walt aan Jesse dat de kinderen bij Hank en Marie verblijven en dat Skyler wacht tot Walts kanker terugkomt. Hij vertelt dat hij koste wat kost meth wil blijven koken, aangezien dat alles is dat hij nog heeft. Walt probeert de methylamine weg te krijgen, maar wordt betrapt door Mike, die hem vastbindt. Walt weet zich te bevrijden en verstopt de methylamine voor Mike terugkomt. Mike wil Walt neerschieten, maar Jesse overtuigt hem dat niet te doen omdat Walt een oplossing heeft gevonden waarbij iedereen wint. |            |                  |                   |                      |                   |                  |                   |  |
| 53 | 7          | Say My Name      | Thomas Schnauz    | Thomas Schnauz       | 26 augustus 2012  | 29 december 2013 | 31 maart 2014     |  |
| Walt, Jesse en Mike hebben een ontmoeting met Declan, zodat Walt kan onderhandelen over een deal zodat hij kan blijven koken met Jesse en Mike kan uitbetalen. Jesse besluit echter te stoppen zodat Walt Todd moet aanstellen als zijn assistent. Nadat hem werd opgedragen om te stoppen met Mike te schaduwen, richt Hank zijn focus op diens advocaat Dan Wachsberger, die Mike's geld witwast. Dan bekent de feiten aan de DEA, maar Walt ontdekt dit en waarschuwt Mike. Wanneer ze elkaar ontmoeten eist Walt dat Mike hem de namen geeft van de negen personen in de gevangenis, die zwijggeld kregen van Mike. Mike weigert en probeert te vluchten, maar wordt neergeschoten door Walt. Walt heeft hier onmiddellijk spijt van wanneer hij zich realiseert dat Lydia hem de namen had kunnen geven. |            |                  |                   |                      |                   |                  |                   |  |
| 54 | 8          | Gliding Over All | Michelle MacLaren | Moira Walley-Beckett | 2 september 2012  | 29 december 2013 | 7 april 2014      |  |
| Walt spreekt af met Lydia om de namen van de gevangenen te verkrijgen. Lydia besluit met hem samen te werken en hun distributie uit te breiden naar Tsjechië. Walt brengt de namen naar de oom van Todd, die banden heeft met Arische bendes die actief zijn in de gevangenis. De negen gevangenen en de advocaat van Mike, die op het punt staat te breken, worden gedood. Walts productie verloopt enorm winstgevend. Skyler onderneemt opnieuw een poging om Walt te laten stoppen met de productie, en Walt toont uiteindelijk berouw. Hij betaalt Jesse zijn deel van de geplande verkoop, en stopt met productie en distributie van de meth. Walter Jr. en Holly komen terug thuis wonen, en het gezin lijkt herenigd te zijn. Tijdens een etentje bladert Hank door het boek Leaves of Grass in Walts badkamer en leest de inscriptie Aan W.W., door G.B.. Hank herinnert zich het gesprek met Walt over de initialen tijdens het vorige onderzoek, weet dat G.B. Gale Boetticher is en beseft dat Walt de beruchte Heisenberg is. |            |                  |                   |                      |                   |                  |                   |  |
| 55 | 9          | Blood Money      | Bryan Cranston    | Peter Gould          | 11 augustus 2013  | 23 maart 2014    | 1 september 2014  |  |
| In een flashforward wordt getoond hoe Walt arriveert bij zijn verlaten en vervallen huis, dat omheind is. Hij gaat op zoek naar het flacon ricine dat hij verstopt had. In het heden vraagt Hank alle dossiers van de zaak Fring op en vergelijkt het handschrift van Gale met de inscriptie in Walt's boek. Ondertussen strooit Jesse zijn geld uit de auto in een woonwijk. Walt's kanker is teruggekeerd en na een chemobehandeling ontdekt hij dat zijn boek is verdwenen. Hij vindt een zendertje onder zijn auto en gaat naar Hank om hem hiermee te confronteren. Hank zegt dat hij weet dat Walt Heisenberg is. |            |                  |                   |                      |                   |                  |                   |  |
| 56 | 10         | Buried           | Michelle MacLaren | Thomas Schnauz       | 18 augustus 2013  | 30 maart 2014    | 8 september 2014  |  |
| Hank weet Skyler te bereiken voor Walt. Hij probeert een verklaring van haar te verkrijgen, maar ze weigert omdat ze bang is dat zal uitlekken dat ze betrokken is bij de verwonding van Ted. Walt begraaft zijn geld in het To'hajiilee-reservaat. Lydia probeert Declan te overtuigen om Todd te gebruiken als zijn chemicus, maar wanneer hij weigert, doodt de bende van Todd's oom Jack Declan en zijn medewerkers en nemen alle apparatuur mee. Hank is niet in staat om verklaringen te verkrijgen van Skyler of Walt en keert terug naar het bureau van de DEA waar hij ontdekt dat Jesse wordt vastgehouden en ondervraagd. |            |                  |                   |                      |                   |                  |                   |  |
| 57 | 11         | Confessions      | Michael Slovis    | Gennifer Hutchison   | 25 augustus 2013  | 6 april 2014     | 15 september 2014 |  |
| Jesse weigert een deal te sluiten met Hank. Op een afgesproken ontmoeting in het openbaar, proberen Walt, Skyler, Hank en Marie te onderhandelen. Wanneer Walt's poging faalt, geeft hij Hank en Marie een DVD met daarop een verklaring van Walt waarin hij zegt dat Hank het brein is achter de meth-productie. Walt biedt Jesse geld aan om de stad voorgoed te verlaten en een nieuwe identiteit aan te nemen met de hulp van Saul. Jesse gaat akkoord, tot hij ontdekt dat Saul de ricinesigaret van hem stal, zodat Walt Brock kon vergiftigen. Een razende Jesse breekt in in Walt's huis en overgiet de woonkamer met benzine. |            |                  |                   |                      |                   |                  |                   |  |
| 58 | 12         | Rabid Dog        | Sam Catlin        | Sam Catlin           | 1 september 2013  | 13 april 2014    | 22 september 2014 |  |
| Walt vindt de gebotste auto van Jesse op zijn oprit, en ziet dat de woonkamer doorweekt is van de benzine. Hij spreekt een bericht in op Jesse's voicemail dat hij wil afspreken om de situatie uit te leggen. Skyler dringt er op aan bij Walt om Jesse te doden. Het blijkt dat het Hank was die voorkwam dat Jesse het huis in brand stak. Jesse stemt ermee in om samen te werken met Hank, die Jesse's bekentenissen vastlegt op video. Jesse krijgt afluisterapparatuur mee en spreekt af met Walt. In de plaats daarvan belt hij Walt op, weigert hem te ontmoeten en dreigt hem te raken waar hij echt om geeft. Walt belt Todd op en zegt hem dat hij een andere klus heeft voor zijn oom Jack. |            |                  |                   |                      |                   |                  |                   |  |
| 59 | 13         | To'hajiilee      | Michelle MacLaren | George Mastras       | 8 september 2013  | 20 april 2014    | 29 september 2014 |  |
| Walt belt Todd op om te onderhandelen om Jesse te vermoorden. Jack accepteert het aanbod op voorwaarde dat Walt weer gaat koken zodat Todd het van hem kan leren. Hank probeert de bergplaats van Walts geld te weten te komen via Huell. Huell weet van niets maar wordt vastgehouden door de DEA, zodat hij spoorloos wordt voor Walt en Saul. Walt probeert Jesse uit zijn schuilplaats te lokken door Andrea naar hem te laten bellen, maar Hank onderschept de boodschap. Hank beseft dat Walt zijn geld ergens heeft begraven, en ensceneert een foto om Walt ervan te overtuigen dat Jesse het geld heeft gevonden. Walt raakt in paniek en rijdt naar het To'hajiilee-reservaat, terwijl hij Jesse via de telefoon smeekt om het geld niet te verbranden, en bekent zo onbedoeld verschillende moorden. Walt belt Jack en zegt hem ter hulp te komen met zijn bende. Wanneer hij Hank en Gomez ziet met Jesse, zegt hij hen niet te komen. Walt geeft zich over, maar Jack en zijn bende arriveren toch. Walt schreeuwt naar hen om te vertrekken, maar omdat ze zien dat Walt gearresteerd is, trekt de bende hun wapens. Een vuurgevecht breekt uit waarbij Jesse in Walts wagen schuilt, en Walt in die van Gomez, die neergeschoten wordt. |            |                  |                   |                      |                   |                  |                   |  |
| 60 | 14         | Ozymandias       | Rian Johnson      | Moira Walley-Beckett | 15 september 2013 | 27 april 2014    | 6 oktober 2014    |  |
| Jack en zijn bende blijven ongedeerd, terwijl Gomez dood op de grond ligt en Hank geraakt is in zijn dij. Walt smeekt Jack om Hank niet te doden, en biedt hem 80 miljoen cash geld aan in ruil voor Hank's leven. Jack executeert Hank en zijn bende graaft al het geld op. Ze laten een vat achter voor Walt. Op voorstel van Todd nemen ze Jesse mee als gijzelaar om informatie van hem te verkrijgen hoeveel hij heeft verteld aan de DEA. Wanneer Jesse wordt meegenomen, zegt Walt hem hoe hij toekeek toen Jane stierf. Marie vertelt Skyler dat Hank Walt heeft gearresteerd, en Skyler stemt ermee in om Walter Jr. de waarheid te vertellen. Wanneer ze thuis komen, zien ze hoe Walt zijn koffers pakt en zegt dat ze onmiddellijk moeten vertrekken. Walt antwoordt niet wanneer Skyler hem vraagt waar Hank is. Ze beseft dat hij dood is en besluit niet mee te gaan met hem. Ze bedreigt hem met een mes en het komt tot een gevecht wanneer Walt het mes wil afpakken. Walter Jr. verdedigt zijn moeder en belt de politie. Walt ontsnapt met Holly. Nadat hij via een telefoontje de volledige verantwoordelijkheid over de meth op zich neemt, dat wordt opgenomen door de politie, laat Walt Holly achter in een brandweerkazerne en neemt een nieuwe identiteit aan via Sauls contactman. Nadat hij in elkaar geslagen en gemarteld is door Todd, wordt Jesse gedwongen om hem te helpen met meth te koken wanneer hij een foto van Andrea en Brock ziet in het lab. |            |                  |                   |                      |                   |                  |                   |  |
| 61 | 15         | Granite State    | Peter Gould       | Peter Gould          | 22 september 2013 | 4 mei 2014       | 13 oktober 2014   |  |
| Walt is verhuisd naar een afgelegen hut in New Hampshire, en Saul is vertrokken naar Nebraska. Na te zijn ondervraagd door de DEA, wordt Skyler bedreigd door Todd en bevolen niets te vertellen over Lydia. Jesse probeert te ontsnappen uit zijn cel bij de Arische bende, maar wordt opnieuw gevangen. Hij wordt vastgebonden en de mond gesnoerd wanneer ze naar Andreas huis rijden, waar hij ziet hoe Todd haar vermoordt. Walt belt Walter Jr. op, maar die wordt woedend en hangt de telefoon op nadat hij Walt zegt gewoon te sterven. Walt belt vervolgens de DEA om zichzelf aan te geven. In een bar ziet Walt op de televisie hoe Elliott en Gretchen worden geïnterviewd. Beiden ontkennen dat Walt geen enkele aanspraak kan maken op het oprichten van Gray Matter. De politie omsingelt de bar, maar Walt blijkt al vertrokken te zijn. |            |                  |                   |                      |                   |                  |                   |  |
| 62 | 16         | Felina           | Vince Gilligan    | Vince Gilligan       | 29 september 2013 | 11 mei 2014      | 20 oktober 2014   |  |
| Walt spoort Elliott en Gretchen op en zegt hen zijn geld aan Walter Jr. te geven wanneer die achttien wordt. Hij bedreigt hen door te zeggen dat hij huurmoordenaars heeft ingehuurd die hen zullen doden wanneer ze dit niet doen. Dit blijken echter Badger en Skinny Pete te zijn. Hij valt binnen bij een afspraak tussen Lydia en Todd, en doet ongemerkt ricine in Lydia haar thee. Hij gaat naar het nieuwe appartement van Skyler en geeft toe dat hij de productie voort zette voor zijn eigen ego, in plaats van het welzijn van zijn gezin. Hij rijdt dan naar de schuilplaats van Jack en zijn bende, met de M60 die hij in zijn kofferbak heeft gemonteerd. Wanneer Jack Jesse laat halen om hem te tonen aan Walt, gooit Walt Jesse op de grond en laat de M60 vuren. Walt raakt zelf gewond en de bendeleden worden gedood, behalve Todd die wordt gewurgd door Jesse, en Jack die wordt geëxecuteerd door Walt. Jesse weigert Walt te doden, ondanks Walts vraag. Lydia belt naar Todd, maar Walt neemt op en zegt haar binnen gehoorsafstand van Jesse dat hij haar heeft vergiftigd met de ricine. Jesse neemt Todds wagen en rijdt lachend en huilend van opluchting en vreugde weg. Walt brengt zijn laatste momenten door in het lab, voordat hij in elkaar zakt en sterft. Enkele ogenblikken later vindt de politie zijn lichaam. |            |                  |                   |                      |                   |                  |                   |  |

## Minisodes (2009)
| Nr. | Titel              | Regisseur   | Schrijver          | Oorspronkelijk uitgebracht |  |
| --- | ------------------ | ----------- | ------------------ | -------------------------- |  |
| 1   | Good Cop / Bad Cop | John Shiban | Suzanne Potts      | 17 februari 2009           |  |
| 2   | Wedding Day        | John Shiban | Kate Powers        | 17 februari 2009           |  |
| 3   | TwaüghtHammër      | John Shiban | Gennifer Hutchison | 17 februari 2009           |  |
| 4   | Marie's Confession | John Shiban | Vince Gilligan     | 17 februari 2009           |  |
| 5   | The Break-In       | John Shiban | Gennifer Hutchison | 17 februari 2009           |  |